# Disney's Beach Club Villas
Disney's Beach Club Villas is een Disney Vacation Club Resort in het Walt Disney World Resort in Lake Buena Vista, Florida, dat wordt beheerd door The Walt Disney Company. Het resort heet samen met Disney's Beach Club Resort en Disney's Yacht Club Resort Disney's Yacht and Beach Club Resorts. De opening van Disney's Beach Club Villas was op 1 juli 2002, dat een toevoeging voor leden van de Disney Vacation Club op Disney's Beach Club Resort was. Het resort kan alleen worden bezocht door leden van de Disney Vacation Club. Echter, wanneer de kamers niet allemaal bezet zijn, kunnen ook andere gasten in de kamers verblijven.
Disney's Beach Club Villas is gethematiseerd naar het New England aan het eind van de 19e eeuw, wier stijl naar voren komt door middel van de typische maritieme pastelkleuren en het gebruik van hout en krullerige, sierlijke patronen hierin.

## Kamers
De kamers zijn in drie gedeeltes verdeeld.
- Studio kamers - (33 m²)
- 1-Slaapkamer - (67 m²)
- 2-Slaapkamer - (99 m²)

De Studio kamers hebben een kleine keuken met gootsteen, oven en koelkast.

## Eetgelegenheden

### Yachtsman Steakhouse
Athentiek steakhouse. Dit restaurant is op Disney's Yacht Club Resort.

### Cape May Café
Ontbijtrestaurant met de Disney figuren. Dit restaurant is op Disney's Beach Club Resort.

### Yacht Club Galley
Amerikaans ontbijtbuffet, en à la carte voor lunch en diner. Dit restaurant is op Disney's Yacht Club Resort.

### Beaches & Cream Soda Shop
Dit restaurant is op Disney's Beach Club Resort.